# Charlie Nildén
Charlie David Fabian Nildén, född 30 december 2006, är en svensk fotbollsspelare som spelar för IF Brommapojkarna.

## Klubbkarriär
Nildéns moderklubb är IF Brommapojkarna. Nildén gjorde allsvensk debut den 10 november 2024 i en 2–1-förlust mot Malmö FF, där han blev inbytt i den 68:e minuten mot Eric Björkander.

## Landslagskarriär
Nildén debuterade för Sveriges U17-landslag den 26 april 2022 i en 3–1-förlust mot Nederländerna. Han spelade totalt 10 landskamper för U17-landslaget.

## Privatliv
Nildén kommer från en fotbollsfamilj. Både hans farfar Jim Nildén och hans far David Nildén har spelat för AIK i Allsvenskan. Även hans systrar Amanda Nildén och Matilda Nildén har båda spelat i Damallsvenskan.